# Scamboneura tagensis
Scamboneura tagensis är en tvåvingeart som beskrevs av Alexander 1961. Scamboneura tagensis ingår i släktet Scamboneura och familjen storharkrankar. Inga underarter finns listade i Catalogue of Life.